# Hans Klaus (Maler)
Hans Klaus (* 1. Juni 1898 in Gelsenkirchen; † 25. Juli 1954 ebenda) war ein deutscher Maler und Zeichner.

## Leben
Klaus studierte von 1929 bis 1933 bei Heinrich Nauen an der Kunstakademie Düsseldorf Malerei. Studienreisen führten ihn nach Mallorca. Anfänglich ein Vertreter expressionistischer Malweise, entwickelte er sich um 1930 zu einem entschiedenen Impressionisten. Hauptsächlich betätigte er sich als Aquarellist und Zeichner.